# Cameraria conglomeratella
Cameraria conglomeratella är en fjärilsart som först beskrevs av Philipp Christoph Zeller 1875.  Cameraria conglomeratella ingår i släktet Cameraria och familjen styltmalar. Inga underarter finns listade i Catalogue of Life.

## Bildgalleri

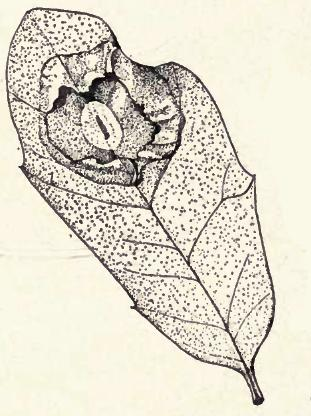